# District de Forest
Le district de Forest (ou la Central Forest Reserve) est un des onze quartiers statistiques de l’île de Sainte-Lucie, le seul à ne pas correspondre (approximativement) à l’un des dix districts. Situé au centre de l’île, il est inhabité et constitue une réserve naturelle.

## Sources
- (en) Government of Santa Lucia, 2001 Population and and Housing Census Report
- (en) Government of Santa Lucia, Compendium of Environmental Statistics
- (en) City Population - Districts de Sainte-Lucie